# Munszif El-Addúi
Munszif El-Addúi (arabul: منصف الحداوي); 1964. október 21. – 2024. április 15.) marokkói válogatott labdarúgó.

## Pályafutása
Pályafutását az AS Szale csapatában töltötte. A marokkói válogatott tagjaként részt vett az 1986-os világbajnokságon, de nem lépett pályára egyetlen mérkőzésén sem.
Az 1986-os afrikai nemzetek kupáján Algéria, Kamerun és Elefántcsontpart ellen is lehetőséget kapott.